# Ordenamiento (matemáticas)

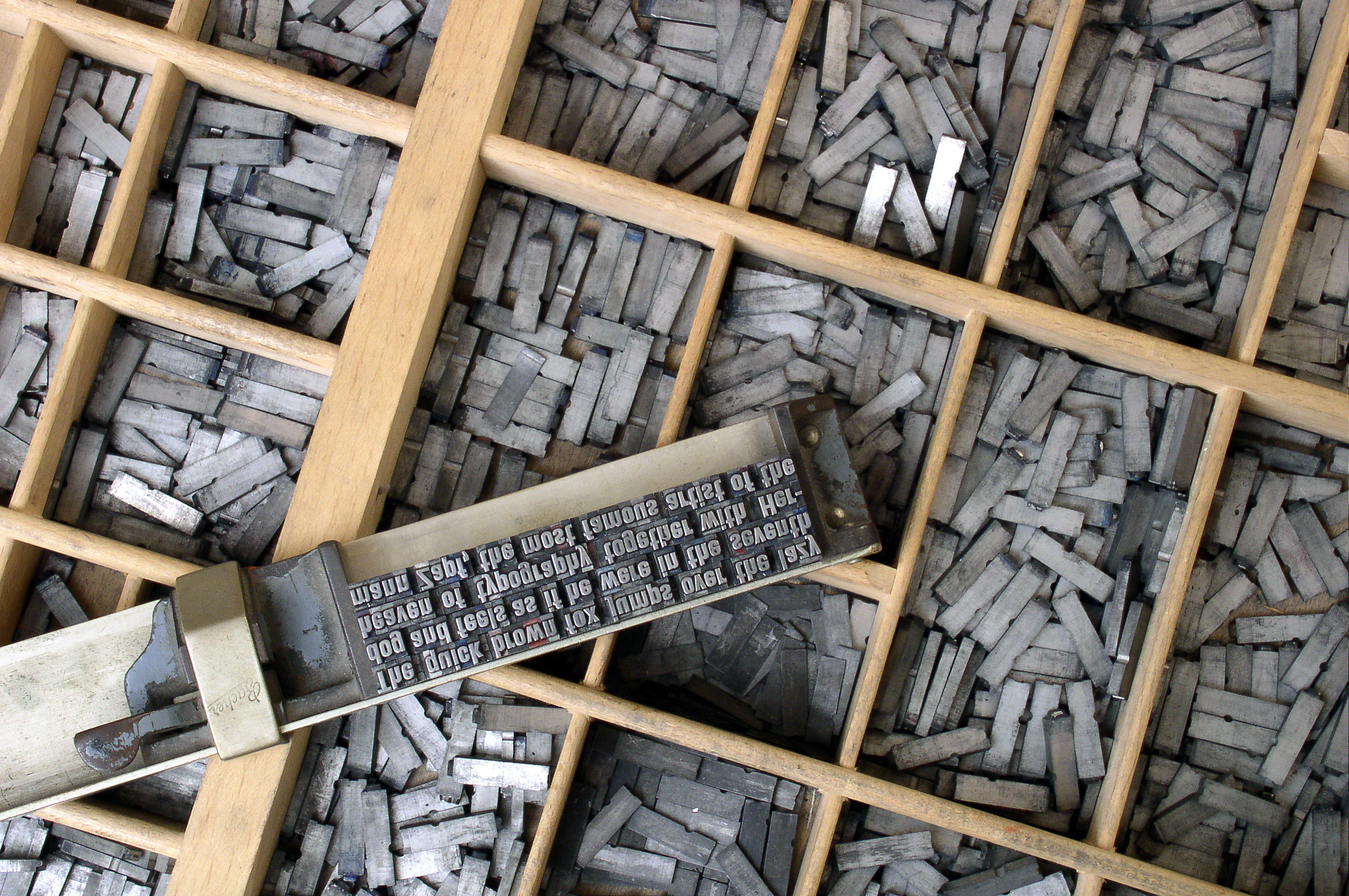
La composición tipográfica realizada manualmente requería que todos los tipos, después de su uso, se volvieran a ordenar en las casillas correctas de la caja tipográfica

En matemáticas, el término ordenamiento (o indistintamente, ordenación), hace referencia al proceso de formar una lista secuencial de datos colocados de forma sucesiva, según una relación lineal de comparación definida entre ellos. Se distinguen dos formas de ordenación:
1. Comparación: organizar los elementos de un conjunto en una secuencia establecida según algún criterio.
2. Categorización: agrupar aquellos elementos que cuentan con propiedades similares.

Ordenar elementos es la combinación de ambos procesos: una vez categorizados según un orden de equivalencia, a continuación se organizan mediante algún criterio de comparación las categorías previamente obtenidas.

## Por tipo

### Información o datos
En ciencias de la computación, disponer una serie de datos en una secuencia según un criterio de comparación previamente definido se denomina ordenar. Es una operación común en muchas aplicaciones, y se han desarrollado algoritmos eficientes para realizarla.
Los usos más comunes de las secuencias ordenadas son:
- Hacer que los algoritmos de búsqueda sean eficientes
- Hacer que la fusión de listas sea eficiente.
- Permitir que el procesamiento de datos tenga un orden definido.

Lo opuesto a ordenar, reorganizar una secuencia de elementos en un orden aleatorio o sin sentido, se denomina desordenar.
Para la ordenación, se puede especificar un orden débil, no debe ir después, o un preorden total, debe ir antes (al especificar uno de estas dos formas de ordenación, se define también la otra, puesto que ambas son el complemento del inverso del otro, véase operaciones sobre relaciones binarias). Para que la ordenación sea única, estos dos criterios se limitan a un orden total y a un orden total estricto, respectivamente.
La ordenación de tuplas (también denominadas, según el contexto, registros compuesto por campos) puede realizarse en función de uno o más de sus componentes. De forma más general, los objetos se pueden ordenar en función de una propiedad. Dicho componente o propiedad se denomina clave de ordenación.
Por ejemplo, si los artículos son libros, la clave de ordenación es el título, el tema o el autor, y el orden es alfabético.
Se puede crear una nueva clave de ordenación a partir de dos o más claves de ordenación según un orden lexicográfico. La primera se denomina clave de ordenación primaria, la segunda clave de ordenación secundaria y así sucesivamente.
Por ejemplo, las direcciones podrían ordenarse utilizando la ciudad como clave de ordenación primaria y la calle como secundaria.
Si los valores de la clave de ordenación están totalmente ordenados, entonces se define un orden débil de los elementos: los elementos con la misma clave de ordenación son equivalentes en cuanto a su ordenación (véase también ordenamiento estable). Si diferentes elementos tienen diferentes valores de clave de ordenación, esto define un orden único de los elementos.

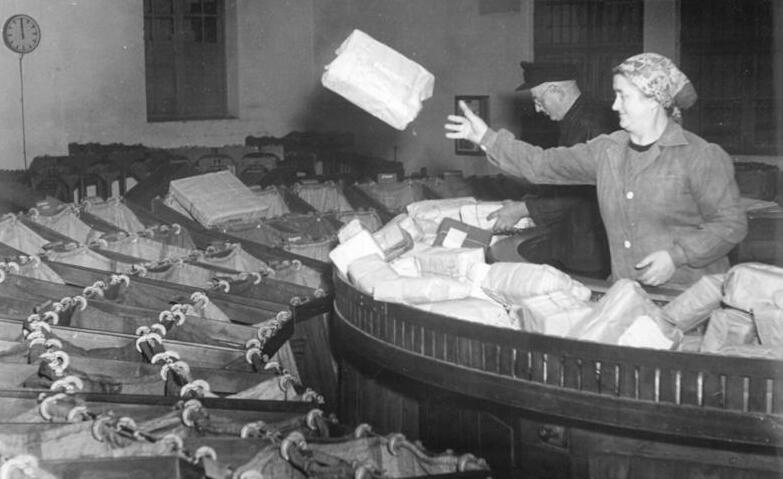
Trabajadores clasificando paquetes en una instalación postal

Un orden estándar suele denominarse ascendente (lo que corresponde al hecho de que el orden estándar de los números es ascendente, es decir, de la A a la Z, o del 0 al 9), y el orden inverso, se denomina descendente (de la Z a la A, o del 9 al 0). Para fechas y horas, ascendente significa que los valores anteriores preceden a los posteriores; por ejemplo, 1/1/2000 se ordenará antes que 1/1/2001.

#### Algoritmos comunes
- Burbuja/Ordenamiento Shell: se intercambian dos elementos adyacentes si están desordenados. Repetir el proceso hasta que la matriz esté ordenada.
- Ordenamiento por inserción: barrer elementos sucesivos en busca de un elemento desordenado e insertarlo en el lugar correcto.
- Ordenamiento por selección: encontrar el elemento más pequeño (o más grande) de la matriz y colocarlo en el lugar correcto. Intercambiarlo con el valor de la primera posición. Repetir hasta que la matriz esté ordenada.
- Quicksort: dividir la matriz en dos segmentos. En el primer segmento, todos los elementos son menores o iguales que el valor pivote. En el segundo segmento, todos los elementos son mayores o iguales que el valor pivote. Finalmente, ordenar los dos segmentos recursivamente.
- Ordenamiento por mezcla: dividir la lista de elementos en dos partes, ordenarlas individualmente y luego fusionarlas.

### Ejemplos

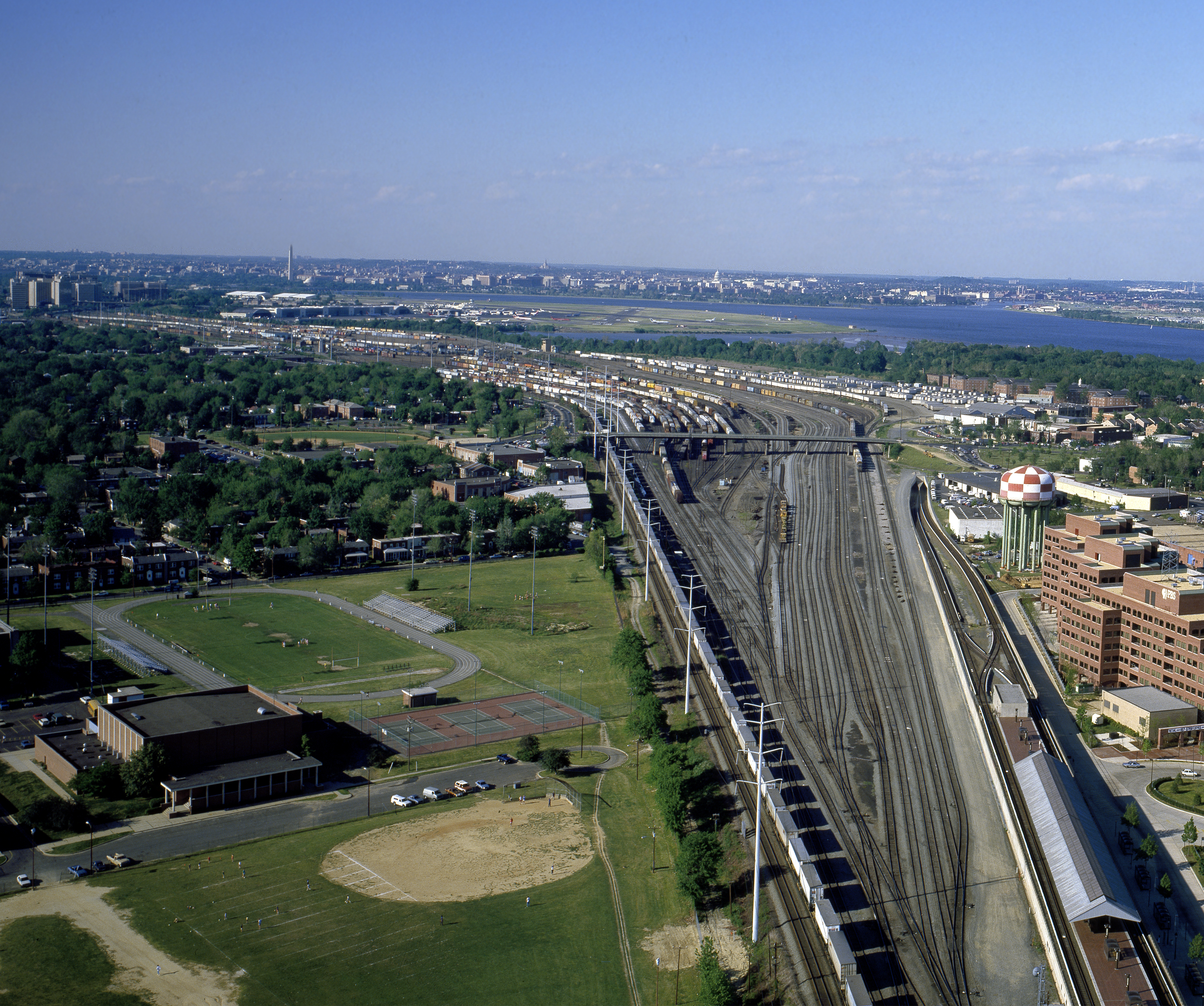
Una playa de maniobras ferroviaria, utilizada para clasificar vagones

Diversas tareas de clasificación son esenciales en procesos industriales, como el procesamiento de minerales. Por ejemplo, durante la extracción de minerales que contienen oro, un dispositivo llamado tabla vibradora utiliza la fuerza de la gravedad, oscilaciones y flujo para separar el metal de los materiales más ligeros del mineral (clasificación por tamaño y peso). La clasificación también es un proceso natural que resulta en la concentración de menas o cuando se depositan sedimentos. La clasificación resulta de la aplicación de algún criterio o factores diferenciales de los elementos materiales para separarlos en sus componentes en función de alguna cualidad variable. Los materiales que difieren, pero solo ligeramente, como los isótopos del uranio, son muy difíciles de separar.
Ordenado óptico es un proceso automatizado de clasificación de productos sólidos mediante cámaras y/o láseres, y tiene un uso generalizado en la industria alimentaria. La ordenación basada en sensores se utiliza en el procesamiento de minerales.